# Espeyrac
Espeyrac is een gemeente in het Franse departement Aveyron in de regio Occitanie en maakt deel uit van het arrondissement Rodez. De gemeente telde 248 inwoners op 1 januari 2022.
Het vormt de laatste etappe voor Conques op de bedevaartweg naar Santiago de Compostella (via Puy-en-Velay, de via podiensis).

## Naam
Etymologie : Sparius-acum (Sparius-hem, tehuis van Sparius). Van de twee kastelen die het ooit bezat staat nog slechts een deel van het kasteel van de heren van Espeyrac overeind, een stuk gebouw met een torentje.

## Geschiedenis
In de jaren 1950-1960 werd hier uranium gedolven. 
Espeyrac maakte deel uit van het kanton Entraygues-sur-Truyère tot het op 22 maart 2015 werd opgeheven en de gemeenten werden opgenomen in het kanton Lot et Truyère.

## Geografie
Er zijn bossen in de omgeving met veel kastanjebomen. De beek La Daze wordt gevormd uit het samenvloeien van een aantal beekjes die ontspringen op de hoogvlakte, onder andere la Daze de Saint-Félix-de-Lunel, la Daze des Vernhettes die uit Campuac komt en la Daze de la Molinarie uit Sénergues. Bij Esperyrac vormen zij samen een prachtig stroompje van 3 meter breed dat zich door de weiden naar de rivier de Lot slingert. Bij het gehucht Dazes is een klein stuwmeertje.
De oppervlakte van Espeyrac bedraagt 22,28 vierkante kilometer; Op 1 januari 2022 was de bevolkingsdichtheid 11,1 inwoners per km².

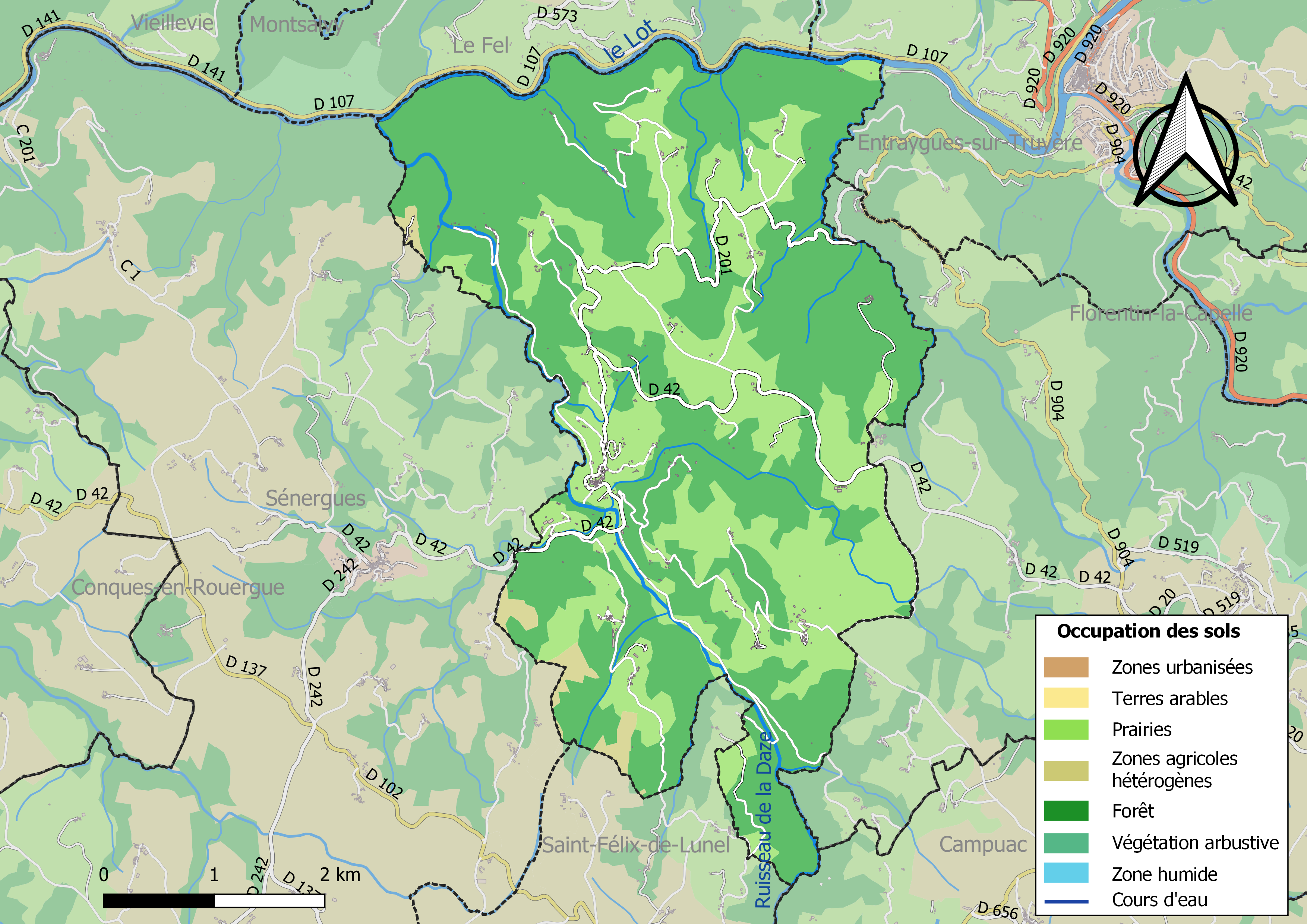
Kaart van de gemeente met de belangrijkste infrastructuur, bodemgebruik en omliggende gemeenten

## Demografie
Onderstaande figuur toont het verloop van het inwonertal.
Vanwege een beveiligingsprobleem met de MediaWiki Graph-software is het momenteel niet mogelijk deze grafiek weer te geven. Zodra de software is bijgewerkt zal de grafiek vanzelf weer zichtbaar worden.
Bessuéjouls · Campuac · Le Cayrol · Coubisou · Entraygues-sur-Truyère · Espalion · Espeyrac · Estaing · Le Fel · Golinhac · Le Nayrac · Saint-Hippolyte · Sébrazac · Villecomtal